# Xavier Bertoni
Xavier Bertoni (Annemasse, 4 de mayo de 1988) es un deportista francés que compitió en esquí acrobático, especialista en la prueba de halfpipe.
Ganó una medalla de bronce en el Campeonato Mundial de Esquí Acrobático de 2009, en el halfpipe. Adicionalmente, consiguió dos medallas en los X Games de Invierno.

## Medallero internacional
| Campeonato Mundial | Campeonato Mundial | Campeonato Mundial | Campeonato Mundial |
| Año                | Lugar              | Medalla            | Prueba             |
| ------------------ | ------------------ | ------------------ | ------------------ |
| 2009               | Inawashiro (Japón) | Medalla de bronce  | Halfpipe           |

| X Games de Invierno | X Games de Invierno    | X Games de Invierno | X Games de Invierno |
| Año                 | Lugar                  | Medalla             | Prueba              |
| ------------------- | ---------------------- | ------------------- | ------------------- |
| 2009                | Aspen (Estados Unidos) | Medalla de oro      | Superpipe           |
| 2010                | Aspen (Estados Unidos) | Medalla de bronce   | Superpipe           |